# Jesu, meine Freude
Jesu, meine Freude (Иисусе, моя радость, BWV 227) — мотет Иоганна Себастьяна Баха. Написан в ми миноре.

## Описание произведения
Всего между 1723-1729 годами Бахом написано шесть погребальных мотетов для церкви св. Фомы в Лейпциге. Седьмой некоторое время[когда?] назад был определён как не принадлежащий перу Иоганна Себастьяна Баха, и, скорее всего, является работой Телемана. Данный, третий по номеру в BWV мотет был написан, на самом деле, первым среди всех мотетов, и является среди них самым сложным в музыкальном плане произведением. Он был написан в 1723 году для погребальной церемонии Иоганны Марии Касин (нем. Johanna Maria Käsin), жены городского почтмейстера. Похороны состоялись 18 июля 1723 года. 
Полноту тональной палитре произведения придает партия пятого голоса в хоре, исполняемая вторым сопрано.
Мелодия мотета основана на хорале за авторством Йохана Крюгера (1653), и впервые появилась в его произведении Praxis pietatis melica. Немецкая часть текст мотета написана Иоганном Франком и датируется позже 1650 года. Текст, частей 2, 4, 6, 8, и 10 основан на Послании к Римлянам 8:1–2, 9–11. В этой месте «Послания...» говорится о том, что Иисус Христос освободит людей от греха и смерти. Мотет поётся от лица верующих, которые благодарят Иисуса Христа за его дары, и тоскуют по его утешающему духу. Так же текст изобилует сильными контрастами между картинами рая и ада, часто заключёнными внутри одной певческой фразы. Яркие, пылкие  слова, выбранные Бахом для выражения этих контрастов придают мотету редкий поэтический драматизм.

## Части

### Текст
1. Jesu, meine Freude (1я строфа)
2. Es ist nun nichts Verdammliches (взято из Послание к Римлянам Глава 8 стих 1)
3. Unter deinem Schirmen (2я строфа)
4. Denn das Gesetz (взято из Послание к Римлянам Глава 8 стих 2)
5. Trotz dem alten Drachen (3я строфа)
6. Ihr aber seid nicht fleischlich (фуга,(взято из Послание к Римлянам Глава 8 стих 9)
7. Weg mit allen Schätzen (4я строфа)
8. So aber Christus in euch ist (взято из Послание к Римлянам Глава 8 стих 10)
9. Gute Nacht, o Wesen (5я строфа)
10. So nun der Geist (взято из Послание к Римлянам Глава 8 стих 11)
11. Weicht, ihr Trauergeister (6я строфа)

### Музыка
Краткое описание 11 частей:
1. Хорал, четырёхголосье
2. Хор на пять голосов, витиеватые вариации на тему хорала, в манере инструментального рипиено
3. Цветистый хорал с множеством украшений
4. Часть в манере трио-сонаты (сопрано, сопрано, альт)
5. Хор на пять голосов, витиеватые вариации на тему хорала, в манере инструментального рипиено
6. Пятиголосая двойная фуга
7. Хорал, с витиеватыми вариациями.
8. Часть в манере трио-сонаты (альт, тенор, Бас)
9. Хоральная прелюдия (сопрано, сопрано, альт, тенор. Cantus firmus является альт).
10. Пятиголосый хоровой рефрен (повторяет бо́льшую часть #2 с другим текстом)
11. Хорал (повторяет #1 с другим текстом)

Если внимательно рассмотреть части, то можно увидеть некоторый баланс, симметрию, созданную Бахом вокруг шестой части - двойной фуги. Части 3-5 и 7-9 содержат хорал, трио и хорал в форме арии, а заканчивается и начинается мотет с музыкально идентичных хоралов, хотя и с разным текстом.
Это можно увидеть на диаграмме: 
| Хорал              |
| Трио               |
| Хорал в форме арии |

| Хорал              |
| Трио               |
| Хорал в форме арии |